# Jobbágyújfalu
Jobbágyújfalu (németül: Rohrbach an der Teich, horvátul: Lorbica) Pinkamiske településrésze, egykor önálló község Ausztriában Burgenland tartományban a Felsőőri járásban.

## Fekvése
Felsőőrtől 12 km-re délkeletre a Teichenbach partján  fekszik.

## Története
A régészeti leletek tanúsága szerint területén már a római korban is éltek emberek. Több római-kori halomsírt a találtak a határában, melyek azonban sajnos mára elpusztultak.
1496-ban "Wyfalw" alakban említik először, a vörösvári uradalomhoz tartozott. 1529-ben és 1532-ben elpusztította a török, mely után délről menekült horvátokkal telepítették be. A szájhagyomány szerint innen szállítottak savanyúvizet az Erdődyek vörösvári kastélyába, azonban ennek az ásványvízforrásnak a helye ma már nem ismert. A falu neve az 1697-es egyházi vizitációban is szerepel. Templomát 1827-ben kezdték építeni és 1836-ban szentelték fel. Délnyugatra a falutól található szőlőhegye, ahol minden család rendelkezett szőlővel és pincével. A település első iskoláját 1860-ban építették, majd 1912-ben újat építettek helyette. 1890-ben a tűzvésznek 20 zsúptetős lakóház esett áldozatul. Ezt követően több család vándorolt ki a tengerentúlra. Az ő adományaikból emelték 1906-ban a központban álló keresztet, melyen az adományozók neve egy márványtáblán van feltüntetve.

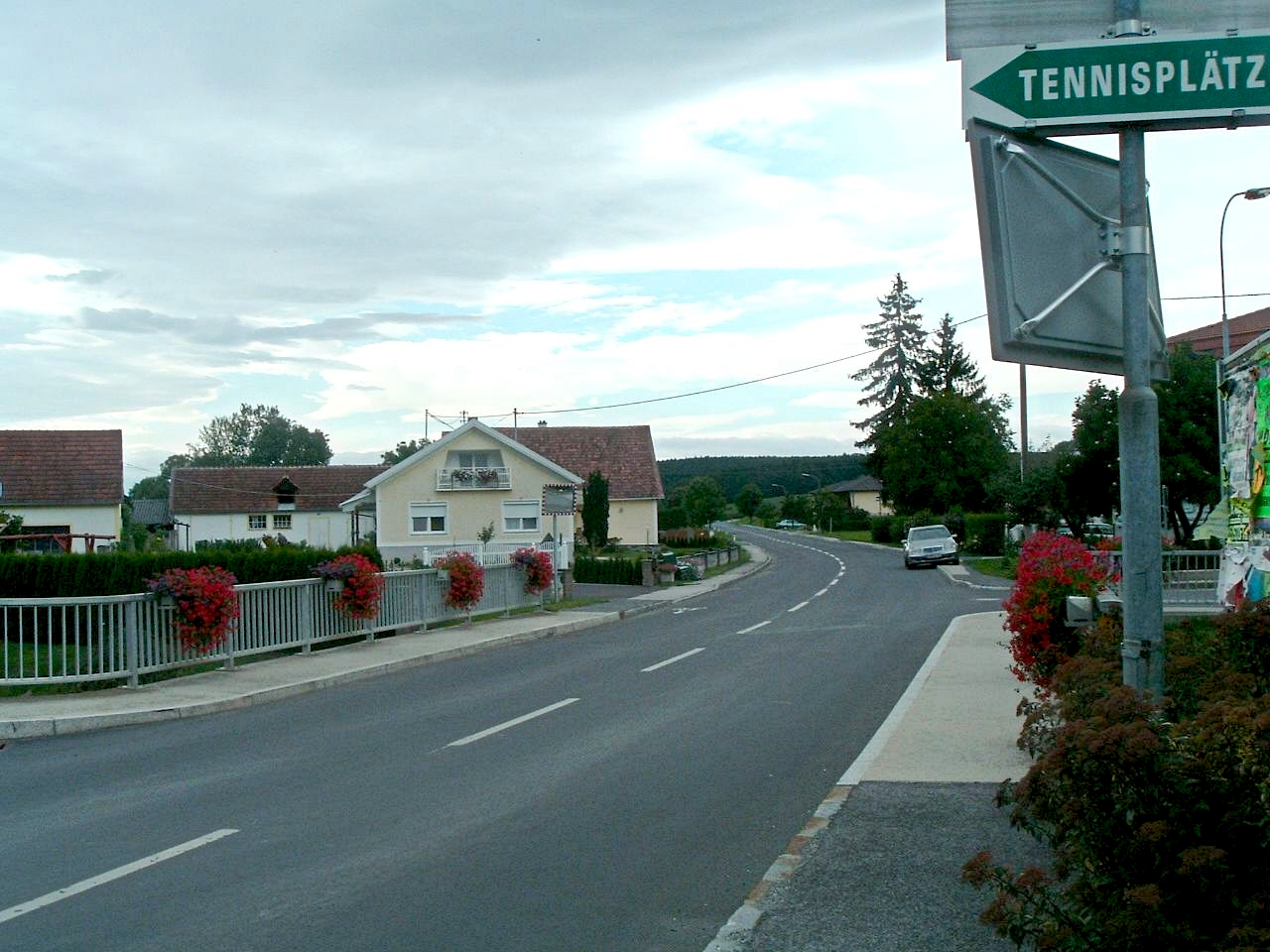
Jobbágyújfalu – utcarészlet

Vályi András szerint "Jobbágyi Újfalu. Vas Várm. földes Ura Gróf Batthyáni Uraság, fekszik Pinka Miskéhez nem meszsze, mellynek filiája; határja középszerű."
Fényes Elek szerint "Jobbágyi-Ujfalu, (Rohrbach), német falu, Vas vmegyében, a vörösvári uradalomban: 300 kath. lak., hegyes határral, szőlőhegygyel."
Vas vármegye monográfiája szerint "Jobbágyi-Ujfalu, 84 házzal és 571 r. kath. és ág. ev. vallású, németajkú lakossal. Postája Pinka-Miske, távírója Német-Szt-Mihály. " 
1910-ben 519, túlnyomórészt német lakosa volt. A trianoni békeszerződésig Vas vármegye Felsőőri járásához tartozott. 1921-ben Ausztria Burgenland tartományának része lett. Ebben az évben alakították meg a helyi tűzoltóegyletet. Jobbágyújfalut 1971-ben Pinkamiskéhez csatolták.

## Nevezetességei
Urunk Mennybemenetele tiszteletére szentelt római katolikus temploma 1827 és 1836 között épült.

## Külső hivatkozások
- Pinkamiske hivatalos oldala
- Jobbágyújfalu a dél-burgenlandi települések honlapján
- A helyi tűzoltóegylet honlapja